# أل بو بندر (بوزي)
آل بو بندر (بالفارسية: البوبندر) هي قرية تقع في إيران في قسم بوزي الريفي. يقدر عدد سكانها بـ 392 نسمة بحسب إحصاء 2016.